# Корнієнківська сільська рада
Корнієнківська сільська́ ра́да — сільська рада, територія якої відноситься до складу Великобагачанського району Полтавської області, Україна. Центром сільради є село Корнієнки. Утворена у 1920 році.
Населення сільради 1 338 осіб.

## Населені пункти
- село Корнієнки
- село Вишарі
- село Мостовівщина
- село Попове
- село Трудолюбиве
- село Цикали
- село Шпирни